# Choi Sung-Yong
Choi Sung-Yong, född 25 december 1975 i Masan i Sydkorea, är en sydkoreansk före detta fotbollsspelare.